# Global Maritime Distress and Safety System
GMDSS (Global Maritime Distress and Safety System) je globální námořní tísňový a bezpečnostní systém.
Problematikou plavby a její bezpečnosti na moři a vším, co s tím souvisí, se zabývá Mezinárodní námořní organizace (International Maritime Organisation – IMO). Problematika bezpečnosti plavby je definována v Mezinárodní úmluvě o bezpečnosti života na moři (International Convention on Safety Of Life At Sea, SOLAS). Rozvoj moderních komunikačních technologií a záchranných prostředků, ve spojení s rostoucími potřebami zvýšení bezpečnosti a telekomunikačních služeb na moři, vyústil v roce 1979 k formulaci konceptu jeho obnovy do nového systému pod označením GMDSS, který je od 1. února 1999 nasazen do plného provozu.

## Poskytované služby
GMDSS je definován jako souhrn funkcí a technických prostředků, které kdekoliv na moři umožňují realizovat tři základní fáze záchranné akce:
- zachycení žádosti o záchranu
- řízení a organizace průběhu
- provedení záchrany

Byly definovány tyto funkce systému:
- Vysílání tísňového volání z lodě do záchranného centra minimálně dvěma nezávislými prostředky užívající rozdílné radiokomunikační služby.
- Příjem tísňového volání je možné předávat přes více prostředků na lodě nebo letadla v bezprostřední blízkosti lodě žádající pomoc.
- Vysílání a příjem tísňového volání mezi loděmi.
- Vysílání a příjem pro komunikaci při koordinaci vyhledávání a záchrany.
- Vysílání a příjem pro komunikaci v místě provádění vyhledávání a záchrany.
- Vysílání a příjem signálů pro lokalizaci lodě v tísni.
- Vysíláni a příjem námořních bezpečnostních informací.
- Vysílání a příjem pro obecnou radiovou komunikací pomocí pozemních radiových systémů nebo sítí.
- Vysílání a příjem pro komunikaci na lodi.

Prostředky splňující požadavky GMDSS jsou povinné u lodí s výtlakem větším než 300 tun a pro všechny lodě pro osobní přepravu nezávisle na druhu jejich vlastnictví. Tato povinnost se tedy nevztahuje na rekreační plavidla, která slouží pro sport a vlastní dopravu, pokud nepřesahují výtlak 300 tun.

## Oblasti pokrytí
V rámci GMDSS jsou definovány čtyři oblasti pokrytí A1 až A4. V těchto oblastech je pomocí stanovených radiokomunikačních prostředků pobřežních stanic prováděno sledování - monitorování tísňových volání pro zahájení, řízení a provádění záchranných akcí a pro vysílání bezpečnostních informací (meteo a navigační varování):
- A1 - pobřežní stanice s DSC na velmi krátkých vlnách VHF (do 20 Nm od pobřeží) - VHF radiotelefon s DSC, EPIRB 406 MHz, přijímač Navtex, záchranný odpovídač SART
- A2 - oblast, která vyjma A1 je nepřetržitě v dosahu středních vln (MF) monitorována pobřežními stanicemi pomocí DSC (do 100 Nm) - MF radiostanice, přijímač Navtex, EPIRB 406 MHz,
- A3 - oblast, která vyjma A1 a A2 je pokryta prostředky družicového systému Inmarsat od 70N do 70S - stanice Inmarsat A, B a C a EPIRB E nebo HF stanice s DSC, přijímač Navtex nebo EGC
- A4 - polární oblasti mimo A1, A2 a A3 - krátkovlnné (HF) radiostanice s DSC a NBDP (narrow band direct printing)

## Technické prostředky
Základní nástrojem je především technologie digitálního selektivního volání - DSC (Digital Selective Calling) realizovaná na radiokomunikačních prostředcích svým dosahem pokrývající oblasti definované oblasti A1 a A4.
DSC odstraňuje některé nevýhody analogové techniky, která byla dosud užívána. Rozpoznání jednotlivého druhu komunikace (tísňová, pilná, bezpečnostní a běžná) je zakódováno spolu s devítimístným identifikačním číslem - MMSI (Maritime Mobile Service Identity) do takzvaného komunikačního protokolu. Číslo MMSI je vždy výlučné. První tři místa u mobilní stanice jsou určena pro číslo země a další identifikují vlastní loď. V případě, že se jedná o pobřežní stanici pak tomu předchází vždy dvě nuly. Celý proces komunikace je standardizován do podoby tzv. komunikačního DSC protokolu. Ten v případě tísňového volání obsahuje i údaje o poloze, které jsou vkládány automaticky (výjimečně ručně) z přijímače družicové navigace GPS nebo jiného pozemního navigačního systému.